# Automatikus frekvenciaszabályozás
Az automatikus frekvenciaszabályozás rövidítve: AFC (Automatic Frequency Control) az adó vagy vevő oszcillátor frekvenciájának stabilizálására szolgáló áramkör. Egy érzékelő állapítja meg az esetleges frekvenciaeltérést a névleges értékhez képest, és annak mértékében korrigáló jelet állít elő, amely egy varaktor-dióda révén helyreállítja a frekvenciát. Különleges válfaja a fáziszárt hurok (PLL).